# Kent Tekulve
Kenton Charles Tekulve (né le 5 mars 1947 à Cincinnati, Ohio, États-Unis) est un lanceur de relève droitier qui joue dans les Ligues majeures de baseball de 1974 à 1989. Il passe 12 de ses 16 saisons chez les Pirates de Pittsburgh, avant d'évoluer pour les Phillies de Philadelphie et les Reds de Cincinnati .
Connu pour sa balle sous-marine et la lourde charge de travail qu'il pouvait abattre au monticule, Kent Tekulve a détenu de 1989 à 1999, le record du plus grand nombre de matchs joués dans les majeures comme releveur et détient le record du plus grand nombre de manches lancées en relève dans la Ligue nationale. Entré en jeu dans 1 050 parties dans sa carrière, il a mené le baseball majeur pour le nombre de matchs joués par un lanceur dans 4 saisons différentes, accumulé plus de 100 manches lancées en relève dans 7 saisons différentes, et est le seul joueur de l'histoire à avoir lancé 9 jours de suite, un effort réalisé en 1987. Gagnant de la Série mondiale 1979 avec les Pirates où il égale l'ancien record de 3 sauvetages dans une série finale, puis invité au match des étoiles en 1980, Tekulve maintient une moyenne de points mérités en carrière de 2,85.

## Carrière
Kent Tekulve signe son premier contrat professionnel en 1969 chez les Pirates de Pittsburgh. Il joue son premier match avec cette équipe le 20 mai 1974 à l'âge de 27 ans, et joue dans les majeures jusqu'à l'âge de 42 ans. Il fait partie des Pirates jusqu'en 1985. En 1978 et 1979, il mène le baseball majeur pour les parties jouées par un lanceur (91, puis 94) et les matchs terminés au monticule (65 et 67, respectivement) et chaque fois termine au 5e rang du vote de fin d'année désignant le gagnant du trophée Cy Young du meilleur lanceur de la Ligue nationale,. Ces deux années-là, il termine également 13e et 8e, respectivement, au vote désignant le joueur par excellence de la saison,. Avec Pittsburgh, hormis une saison 1974 où il ne dispute que 8 matchs, il accorde toujours en moyenne moins de 3 points mérités par partie, sauf en 1980 où cette moyenne atteint 3,39. C'est paradoxalement la seule année où il est invité au match des étoiles. Sa moyenne de points mérités en carrière avec les Pirates se chiffre à 2,68 en 1 017 manches et un tiers lancées en 722 matchs de 1974 à 1985. En 99 manches lancées lors de 76 apparitions au monticule en 1983, il établit un record personnel avec une moyenne de points mérités de 1,64. 
Malgré une défaite encaissée aux mains des Orioles de Baltimore dans le 4e match de la Série mondiale 1979, Tekulve égale un record en réalisant 3 sauvetages dans une même série finale, rééditant l'exploit de Roy Face pour Pittsburgh en 1960. John Wetteland bat éventuellement la marque en 1996 pour les Yankees de New York avec ses 4 sauvetages, le plus haut total possible dans une telle série. Dans le 7e et ultime match de finale contre les Orioles à Baltimore, Tekulve élimine Pat Kelly pour le dernier retrait, assurant le titre aux Pirates.
Le 20 avril 1985, Pittsburgh échange Tekulve aux Phillies de Philadelphie pour un autre releveur gaucher, Al Holland. Après une année 1985 plus difficile, il rebondit avec 11 victoires, 5 défaites et une moyenne de points mérités de 2,54 en 110 manches lancées lors de 73 parties jouées en 1986. C'est la première fois depuis 1982 qu'il compte 100 manches lancées en une saison, et il dépasse ce plateau une 7e fois en carrière l'année suivante. En 1986 prend fin sa série de 291 matchs consécutifs sans commettre d'erreurs, seulement 7 matchs de moins que le record de l'époque en Ligue nationale. En juillet 1986, Tekulve bat le record de Roy Face de 819 matchs lancés en relève en Ligue nationale. En septembre 1986, il bat le record, qui était aussi détenu par Face, de 846 matchs joués par un lanceur (releveur ou partant) en Ligue nationale. 
En 1987, Tekulve mène les majeures pour les parties jouées (90) pour une 4e saison différente et affiche une moyenne de 3,09. Du 5 au 13 août, il est envoyé au monticule chaque fois et établit le record du plus grand nombre de jours (et non de matchs) consécutifs où un lanceur est utilisé. Ses 90 matchs joués pour Philadelphie en 1987 représentent un record de franchise par un lanceur.
Il joue sa dernière saison en 1989 chez les Reds de Cincinnati, l'équipe de sa ville natale. Le 17 avril 1989, il bat le record de 1 018 matchs joués en carrière comme releveur, une marque établie par Hoyt Wilhelm de 1952 à 1972.
En date de 2014, Kenk Tekulve détient toujours le record de la Ligue nationale pour le nombre de manches lancées en relève, soit 1 436 manches et deux tiers. Il n'a jamais été lanceur partant. La marque des majeures de 1 871 manches en relève est toujours détenue par Hoyt Wilhelm depuis 1972. Son record de 1 050 matchs joués comme lanceur de relève est éclipsé par Jesse Orosco en 1999 mais il conserve le record pour un lanceur droitier avec le plus de matchs joués en relève jusqu'à ce que Mike Timlin ne le dépasse en 2008. Toujours en date de 2014, sa saison 1979 de 94 matchs joués représente le 3e plus haut total de l'histoire.
Éligible en 1995 à l'élection au Temple de la renommée du baseball pour la première fois, Tekulve voit son nom disparaître immédiatement des bulletins de vote alors qu'il n'est appuyé que par 1,3 % des électeurs.